# 大汉族主义
大汉族主义，又称漢族沙文主義、大漢沙文主義，是中國共产党定義的一種漢民族主義的意識形態，為大民族主义的一种。大民族主义最初由苏俄领导人列宁提出，是列宁对大民族主义的论述，後被中國共产党定義為主張汉族歷史、文化、血緣、正統性優越於其他族裔/民族。在政治上主張一切事務以漢族利益為優先、認為漢族重要性高於其他民族的民族主義。按照马列主义、中华人民共和国现阶段的官方主流看法，大汉族主义是一种大民族主义，在中国大陸主要被认为歧视、压迫、剥削汉族以外的民族；限制、剥夺其他民族在政治、经济、文化各方面的权利；强行改变少数民族的风俗、语言、服饰等；武装镇压其他民族的反抗。中华人民共和国宪法在序言中描述：“在维护民族团结的斗争中，要反对大民族主义，主要是大汉族主义，也要反对地方民族主义。”
1953年3月16日，中国共产党主席毛泽东曾寫的《批判大汉族主义》一文批判有關思想。亦有媒體认为近年來網絡上出現的自稱「皇漢」的一群人，也是大漢族主義的體現。
有學者認為，有很多少數民族人士批評中華人民共和国政府實行民族歧視，實行「大漢族主義」，但也有不少漢族人士批評政府實行反向的民族歧視（逆向民族主義）。

## 起源
最早出现“大汉族主义”一词是在1931年。当时的中国共产党建立的中华工农兵苏维埃政权，召开了第一次全国代表大会，在会议中通过的《中华苏维埃共和国宪法大纲》以及《关于中国境内少数民族问题的决议案》。其中注明，反对一切对少数民族的压迫，而主张他们的彻底解放；提出了：
|  | 苏维埃共和国必须特别注意落后民族共和国与自治区域内生产力的发展与文化的提高，必须为国内少数民族设立完全应用民族语言文字的学校、编辑馆与印刷局，允许在一切政府的机关使用本民族的语言文字，尽量引进当地民族的工农干部担任国家的管理工作，并且坚决反对一切大汉族主义的倾向。 |

有學者认为，辛亥革命早期的「排滿」主張就是源远流长的大汉族主义。中共认为大汉族主义乃北洋政府时期和自1927年国民政府开始中华民国所一贯奉行的种族主义压迫。

## 历史
在大民族主義的理論批評下，中華人民共和國的早期立場採取的是類似蘇聯人民的民族主義政策，對中華民族一詞所含的大漢族主義進行批判。2014年，中国共产党总书记习近平在提到民族工作的场合仍会说“要坚决反对大汉族主义”。
1950年2月24日，《人民日报》发表社论：“蒙古的独立，就是在民族自决的原则下，一个新国家的诞生，给世界的和平民主阵营增加了一份力量。承认蒙古独立，对每个真正爱国的中国人来说，是天经地义的事，值得欢呼的事。只有国民党反动派才痛恨蒙古独立，他们在当时被迫承认了蒙古独立，事后又大肆造谣，侮蔑人民的蒙古，侮蔑苏联与伟大的世界领袖斯大林，说蒙古独立是中国领土的丧失。反动派这样说原也不足为怪，可怪的是，我们人民中有的人居然也有宗主国的情绪，似乎蒙古也非得划在中国版图上不可似的，这实在是中了大汉族主义的毒。”
1969年10月9日，《人民日报》在《中華人民共和國外交部文件——駁蘇聯政府一九六九年六月十三日聲明》一文中表示：「蘇聯政府在聲明中說，只有漢族才是中國人，滿族和中國的其他少數民族都不算是中國人（俄语:Китайский) 中國少數民族居住的地區也都不是中國的領土。這能說得通麼？！……世界上絕大多數的國家都是多民族的國家，而一個民族又往往分住在幾個不同的國家裡。正如恩格斯所說，『沒有一條國家分界線是與民族的自然分界線，即語言的分界線相吻合的。』中國早在兩千多年前就已形成為一個統一的多民族的封建國家。不管封建王朝如何更迭，也不管哪個民族是統治民族，中國始終作為一個多民族的國家存在於世界。在歷史上，中國的邊界曾經有過很多變遷，但從來也沒有局限於漢族居住的地區；在十九世紀中葉西方帝國主義列強入侵中國之前，中國的邊界是明確的」。
在1982年宪法中首次出现「在维护民族团结的斗争中，要反对大民族主义，主要是大汉族主义，也要反对地方民族主义。」，而之前的宪法各版本中均为「反对大民族主义和地方民族主义」。据彭真回忆，由于在文革期间很多少数民族地方受了灾难，导致有人把文革中的问题与大汉族主义混为一谈，但时任宪法修改委员会副主任委员的彭真在主导该次修宪工作时，强调了不能把文革中的问题记在汉族身上的原则。在全国人大常委会会议分组讨论1982年宪法修改草案时，班禅额尔德尼·确吉坚赞、铁木尔·达瓦买提、平错汪阶、白寿彝等多名少数民族代表提出在过去反对地方民族主义斗争中发生了许多扩大化的错误，因此提议修改或直接删除「反对大民族主义和地方民族主义」一句。后经彭真斟酌，从宪法中删去「反对大民族主义和地方民族主义」一句，增加「在维护民族团结的斗争中，要反对大民族主义，主要是大汉族主义，也要反对地方民族主义。国家尽一切努力，促进全国各民族的共同繁荣」一句。
最晚在2005年，專門討論亞洲文化的英語論壇使用者開始使用「赤納粹」一詞用於批評大漢族主義。
按照中华人民共和国政府的说法，在中华人民共和国建立后實施民族政策已经基本消除大汉族主义，但仍留有部分影响，主要表现为部分汉人不尊重少数民族的权利与风俗、歧视排斥少数民族干部，少数民族没有能够担任党和国家最高领导人，不帮助少数民族发展经济文化。

## 爭議

### 歧視漢族
中华人民共和国政府的民族政策給於少數民族的優惠待遇，異見人士、評論家曾節明批評中華人民共和國的相關民族政策主張，並认为現在的漢族「根本不可能有大漢族沙文主義」。他認為中国共产党執政以來，漢族才是在中國各民族中受迫害最重的民族，如在文革中，破壞的文化古跡幾乎全部是漢族的文化古跡，被迫害的文化人士幾乎全部是漢族文化人士。有學者批評中国共产党的民族政策使得汉族不能在生育、就学、就业等方面与少数民族享受平等的机会和权利。汉族若争取与少数民族平等的生育、就学、就业机会和权利就会被標籤為“大汉族主义”，如此一来，汉族只有永远“做二等公民”。
根據中國大陸的法律，凡確定為「民族自治地方」的地方，必須實行一系列特殊的民族政策，例如在中國朝鮮族自治州的安圖縣的行政首腦必須由朝鮮族人擔任，政府機關中朝鮮族幹部人數比例必須保持在50%以上，而在教育方面就必須建立朝鮮族的學校，朝鮮族子女必須入讀朝鮮族的學校學習朝鮮族的語言文字和朝鮮族教材，教育部門中朝鮮族教職工和幹部亦要佔半數以上比例，有學者认为，有關決策者擔心朝鮮族人指責政府搞大漢族主義，破壞朝鮮族文化，同時表示支持民族教育的人恰恰是漢族幹部，因為他們特別不願意被指責為大漢族主義。
亦有學者认为在中國少数民族容易把漢族佔多數政府当做「异族压迫」，儘管在中国政府中漢族佔絕對多數，但並不意味著它對漢族有任何優待，不代表實行民族歧視和大漢族主義，並引用英國思想家約翰·斯圖爾特·密爾的見解：「在有些實行專制統治的多民族國家，其專制政府『或許儘管出自其中的一個民族，但對它本身的權力比對民族感情感到有更大的興趣』。」
中國大陸作家及民族問題學者王力雄認為：「民族壓迫是與共產黨的意識形態相違背的。作為意識形態至上的政黨，中共事實上經常給予少數民族一些優於漢人的特殊待遇。中國多年實行的對少數民族在升學、提干、生育等各方面的優惠，至今仍能吸引那些只有二分之一甚至四分之一少數民族血緣的人，把自己的民族成分報成少數民族而非漢族。漢族的普通百姓，社會地位絲毫不高於少數民族，而在受迫害方面，卻一點不因為其有主體民族的身份而有所減少。中共的迫害是針對人的，而不是針對民族。在這方面，它絕對一視同仁。所以，只能說是中共政權、而不能說是漢族人民對中國的少數民族包括西藏民族實行了迫害。」

## 批判
中華人民共和國的理論基礎常以列宁主义民族政策為出發，批評大汉族主义是「是剥削阶级思想在国内民族关系上的一种反映」，並批評其政敵「大汉族主义是国民党蒋介石，他们思想是大汉族主义。」是一种强调汉族利益的民族观，是列宁主义民族政策的对立面。是中国共产党根据列宁主义，对国民党民族政策的概括。
而较早提到「大汉族主义」此名稱的文献是毛泽东在1953年3月16日所作的《批判大汉族主义》之后，毛泽东多次在会议和讲话中批判大汉族主义，如1955年3月21日《在中国共产党全国代表会议上的讲话》、1957年2月27日《关于正确处理人民内部矛盾的问题》。
依此理論批評，相關的法律及決策文字最早可追溯到1931年中华工农兵苏维埃第一次全国代表大会通过的《中华苏维埃共和国宪法大纲》以及《关于中国境内少数民族问题的决议案》。出于共产主义理想，中国共产党根据马克思的民族平等、列宁的民族自决思想反对中国传统历史观民族观，对各族人民进行马克思主义思想改造，塑造马克思主义民族观。按照中华人民共和国现阶段的官方主流看法，大汉族主义是一种大民族主义，是资产阶级思想，是未获得马克思主义教育的体现，在中国主要表现为歧视、压迫、剥削汉族以外的民族；限制、剥夺其他民族在政治、经济、文化各方面的权利；强行改变少数民族的风俗、语言、服饰等；武装镇压其他民族的反抗。具体表现包括不尊重少數民族的风俗习惯，不尊重少数民族的语言文字，不承认少數民族有宗教信仰的自由，不承认少數民族有管理自己內部事務的权利，在少數民族地區工作而不尊重少數民族干部，不同他們商量辦事，不相信他們能夠在實際工作中提高自己管理各種事務的能力等等。 1982年通過的新修正宪法在序言中明确规定：“在维护民族团结的斗争中，要反对大民族主义，主要是大汉族主义，也要反对地方民族主义。”民族区域自治制度是出于反对大汉族主义，贯彻民族平等的政策。